# راديو باري

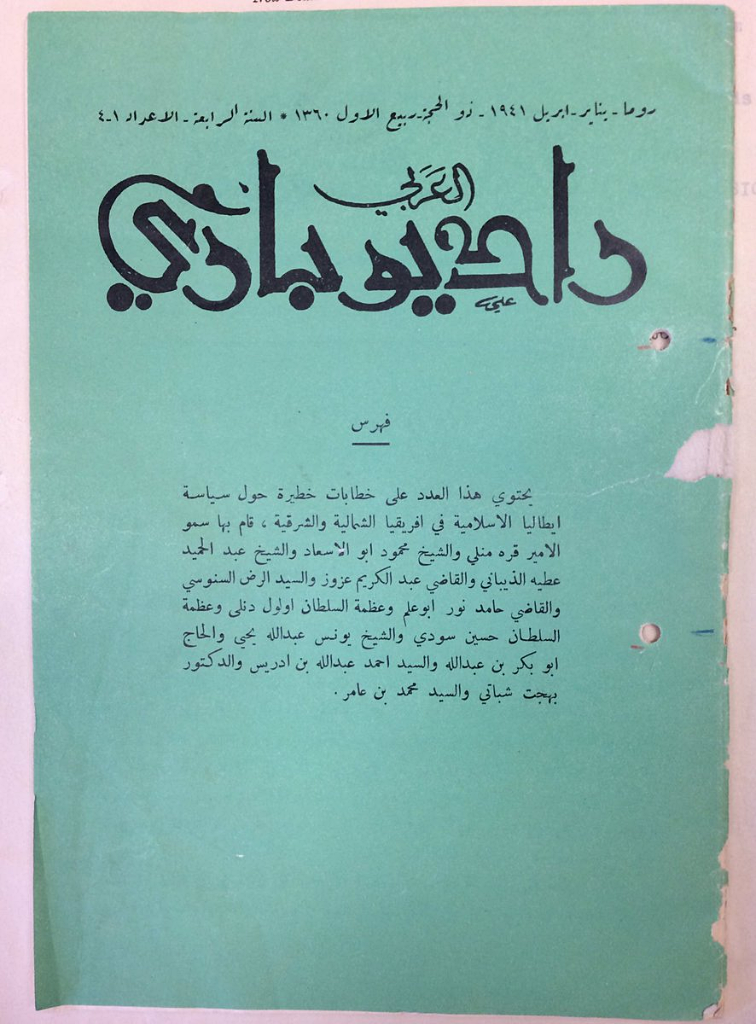
مجلة «راديو باري العربية» - 1360 هـ موافق 1941م مجلة عربية أصدرتها المحطة.

راديو باري هي قناة راديو إيطالية كانت تبث باللغة العربية.
أنشئت المحطة نحو عام 1934 م في محاولة لإيصال التأثير الإيطالي إلى المنطقة العربية ومنافسة النفوذ البريطاني والفرنسي. وكانت القناة تهاجم مواقف بريطانيا وفرنسا تجاه القومية العربية وقضية فلسطين. وقد قامت بريطانيا في عام 1938 م بتأسيس محطة البي بي سي العربية في لندن لمنافسة راديو باري، التي لم تستمر طويلا في البث وغابت عن الوجود بعد هزيمة الطليان في الحرب العالمية الثانية.

## راديو باري أثناء المقاومة
في 8 سبتمبر 1943، احتل جهاز إرسال باري، وهو واحد من القلائل الذين لا يزالون يعملون في جنوب إيطاليا، بشكل سلمي من قبل مجموعة من المثقفين المحليين المقربين سياسياً من الفيلسوف بينيديتو كروتش مع مجموعات من مناهضي الفاشية والجمهوريين والديمقراطيين ونشطاء حزب العمل. وبمساعدة بعض فنيي الراديو، تمكنوا من إرسال الرسالة الأولى لملك إيطاليا، فيكتور عمانويل الثالث، في 11 سبتمبر، بعد مغادرته روما. وهكذا تمكن راديو باري من بث أول بث لإيطاليا الحرة. ابتداء من 23 سبتمبر 1943، احتل الأمريكيون مباني راديو باري، وجعلوها على الفور الجهاز الرئيسي لمقرهم في الجزائر العاصمة. كان البرنامج الأساسي هو Italia Combatte (تحارب إيطاليا)، حيث امتثل المتحدثون للرأي العام في جنوب إيطاليا بميزات مثيرة مليئة بالأخبار والشهادات من الجبهة، وكذلك على حرب العصابات، أثناء الامتثال لتوجيهات قيادة الحلفاء. الإجراءات، إلى جانب معلومات للحزبين والدعاية المعادية للفاشية. كانت هذه البرامج السياسية مدعومة «بالكثير من الموسيقى التي تم الاستيلاء على متجر تسجيلات كامل لها».

في تاريخه لعام 2011 للمدير التنفيذي للعمليات الخاصة البريطانية (SOE) في إيطاليا في السنوات 1943-1945، يقول ديفيد ستافورد: 
| راديو باري | كما تم الحفاظ على الاتصال بجماعات المقاومة من خلال راديو باري. كانت هذه محطة تحت سيطرة الحلفاء ، والتي يتم بثها في كل ليلة في الساعة 2030 بتوقيت جرينتش ، برنامج مقاومة خاصة ، تم إنتاجه بشكل مشترك من قبل القوة الخاصة رقم 1 والمجلس التنفيذي للحرب السياسية ، في جميع أنحاء إيطاليا. من خلال هذا الرابط تم إرسال التوجيهات العامة لجماعات المقاومة ، وتم تنبيه لجان الاستقبال إلى انخفاض العرض. كما أنها ستكون الوسيلة التي ستأمر بها المقاومة بشكل عام للتصرف عند إعطاء الإشارة. | راديو باري |

## مواقع خارجية
- البروفيسور فيتو أنطونيو، راديو باري (باللغة الإيطالية)
- من راديو باري إلى بي بي سي! - جريدة الرياض